# Coppa di Malta (calcio a 5)
La Coppa di Malta (Futsal Trophy in inglese) è una competizione calcettistica riservata a squadre maschili affiliate alla Federazione calcistica di Malta, ente organizzatore della manifestazione. È il secondo torneo di calcio a 5 per importanza a Malta dopo la massima divisione del campionato nazionale.

## Storia
La prima edizione della competizione si è disputata tra il 26 marzo e il 13 maggio del 2004; nella finale, decisa ai tempi supplementari, il Konica Gunners ha battuto l'Hibernians per 6-4. Nota in passato come "Futsal Knock-Out Cup", dall'edizione 2022 ha assunto la denominazione "Futsal Trophy".

## Albo d'oro
- 2004:  Konica Gunners (1)
- 2005:  Hibernians (1)
- 2006:  Stingrays (1)
- 2007:  European Pilot Academy (1)
- 2008:  Aluserv (1)
- 2009:  Naxxar Motors (1)
- 2010:  Naxxar Motors (2)
- 2011:  Naxxar Motors (3)
- 2012:  Excess Bidnija (1)
- 2013:  Balzan (2)

- 2014:  Balzan (3)
- 2015:  Balzan (4)
- 2016:  St. Andrews (1)
- 2017:  Hamrun Spartans (1)
- 2018:  University of Malta (1)
- 2019:  St. Andrews (2)
- 2020: interrotta
- 2021: non disputata
- 2022:  University of Malta (2)
- 2023:  University of Malta (3)